# スリップアンカー
スリップアンカー (Slip Anchor) とは、イギリスの競走馬・種牡馬である。
1985年のダービーステークスを7馬身差で制して、ミルリーフ、シャーリーハイツから続く父子3代ダービー制覇を達成したことでよく知られている。
種牡馬としては、オークス、アイリッシュオークス、ヨークシャーオークス、セントレジャーステークスなどで優勝したユーザーフレンドリーを輩出した。

## 経歴

### 出自
1982年に、クリスやダイイシスなども生産した馬主のハワード・ド・ウォルデン卿 (Howard de Walden) が所有するプランテイションスタッドで生まれた。
背が高くて脚のひょろ長い、額に稲妻のような星がある鹿毛であった。また、ダイイシスらと同じくニューマーケットのヘンリー・セシルのもとで調教された。
父シャーリーハイツはミルリーフ産駒の1978年ダービーステークス馬で、前年にはフランスのダービーにあたるジョッケクルブ賞優勝馬ダルシャーンを輩出していた。母サヨナラ (Sayonara) はハワードがドイツから輸入したSchwarzgoldから続くSラインの牝馬であり、ランカシャーオークス勝ち馬のSandy Islandなどを産んでいる。

### 競走馬時代
2歳時（1984年）
2歳となった1984年に競走馬デビューしたが、レスター・ピゴットが騎乗した初戦は1着から8馬身ほど離された4着に敗れた。2走目にノッティンガム競馬場の10ハロン戦に出走すると、4馬身差で勝利した。この年のタイムフォーム誌のレーティングは91ポンドで、成長に期待されていた。
3歳時（1985年）
4月にニューマーケット競馬場のジェリーフェイルデンステークス (9f) でP.J.エデリー騎乗で3着になると、5月には同じくニューマーケット競馬場の準重賞ヒーソーンステークス (10f) を4馬身差で勝利した。この時から鞍上はコーゼンとなった。続いて、リングフィールド競馬場のG2ダービートライアルステークス (12f) に出走すると、2着馬Lord Grundyに10馬身差を付けて逃げ切って優勝した。この勝利は調教師セシルも予想していなかったことで、ダービーの有力馬として目されることになった。ダービーでは9/4というオッズがつけられ、2000ギニー優勝馬シャディード、後のアイリッシュダービー馬ローソサイエティ、シアトリカルを抑えて1番人気となり、競馬場にはエリザベス2世を含む25万人もの人々が集まった。コーゼンとスリップアンカーはスタートから先頭を走ってレース半ばで他馬を置き去りにし、直線でも競りかけられることもなく2着のローソサイエティに7馬身差を付け、1926年のコロナーク以来の逃げ切りで優勝した。ローソサイエティから3着馬まではさらに6馬身差がついていた。ダービー後にはキングジョージ6世&クイーンエリザベスステークスを目指したが、左前脚を負傷したために出走できなかった。なお、レースではダービーで11着に負かしたペトスキが優勝した。その後、スリップアンカーは9月にはケンプトン競馬場のセプテンバーステークスで復帰を果たしたが、シャーガーの半弟シェルナザールに半馬身及ばなかった。10月にはシーズン最終戦としてチャンピオンステークスに出走したが、1000ギニー優勝馬ペブルスに敵わず2着であった。
4歳時（1986年）
現役を続行していたが、気性が難しくなり、他馬と離して調整を行うなどの対策が取られた。しかし、ジョッキークラブステークス2着のみで引退することとなった。

## 血統表
| スリップアンカーの血統（ミルリーフ系/ Alchimist M3×M5=15.63%） | スリップアンカーの血統（ミルリーフ系/ Alchimist M3×M5=15.63%） | スリップアンカーの血統（ミルリーフ系/ Alchimist M3×M5=15.63%） | （血統表の出典）          | （血統表の出典） |
| 父 Shirley Heights (GB) 1975                                   | 父の父Mill Reef(USA) 1968                                      | Never Bend                                                     | Nasrullah                 | Nasrullah        |
| 父 Shirley Heights (GB) 1975                                   | 父の父Mill Reef(USA) 1968                                      | Never Bend                                                     | Lalun                     |                  |
| 父 Shirley Heights (GB) 1975                                   | 父の父Mill Reef(USA) 1968                                      | Milan Mill                                                     | Princequillo              | Princequillo     |
| 父 Shirley Heights (GB) 1975                                   | 父の父Mill Reef(USA) 1968                                      | Milan Mill                                                     | Virginia Water            |                  |
| 父 Shirley Heights (GB) 1975                                   | 父の母Hardiemma (GB) 1969                                      | Hardicanute                                                    | Hard Ridden               | Hard Ridden      |
| 父 Shirley Heights (GB) 1975                                   | 父の母Hardiemma (GB) 1969                                      | Hardicanute                                                    | Harvest Maid              |                  |
| 父 Shirley Heights (GB) 1975                                   | 父の母Hardiemma (GB) 1969                                      | Grand Cross                                                    | Grandmaster               | Grandmaster      |
| 父 Shirley Heights (GB) 1975                                   | 父の母Hardiemma (GB) 1969                                      | Grand Cross                                                    | Blue Cross                |                  |
| 母 Sayonara (GER) 1965                                         | 母の父Birkhahn (GER) 1945                                      | Alchimist                                                      | Herold                    | Herold           |
| 母 Sayonara (GER) 1965                                         | 母の父Birkhahn (GER) 1945                                      | Alchimist                                                      | Aversion                  |                  |
| 母 Sayonara (GER) 1965                                         | 母の父Birkhahn (GER) 1945                                      | Bramouse                                                       | Cappiello                 | Cappiello        |
| 母 Sayonara (GER) 1965                                         | 母の父Birkhahn (GER) 1945                                      | Bramouse                                                       | Peregrine                 |                  |
| 母 Sayonara (GER) 1965                                         | 母の母Suleika (GER) 1954                                       | Ticino                                                         | Athanasius                | Athanasius       |
| 母 Sayonara (GER) 1965                                         | 母の母Suleika (GER) 1954                                       | Ticino                                                         | Terra                     |                  |
| 母 Sayonara (GER) 1965                                         | 母の母Suleika (GER) 1954                                       | Schwarzblaurot                                                 | Magnat                    | Magnat           |
| 母 Sayonara (GER) 1965                                         | 母の母Suleika (GER) 1954                                       | Schwarzblaurot                                                 | Schwarzgold (Family 16-c) |                  |